# Hybolasius brevicollis
Hybolasius brevicollis là một loài bọ cánh cứng trong họ Cerambycidae.